# Consell General del Cher
El Consell General del Cher és l'assemblea deliberant executiva del departament francès del Cher a la regió de Centre. La seva seu es troba a Bourges. Des de 2004, el president és Alain Rafesthain (PS)

## Antics presidents del Consell
| Nom | Nom                  | Dates de mandat | Dates de mandat | Partit        |
| --- | -------------------- | --------------- | --------------- | ------------- |
|     | Pierre Blaise        | 1945            | 1957            |               |
|     | Albert Jacquet       | 1957            | 1967            | radical       |
|     | Eugène Jamain        | 1967            | 1970            | CNIP          |
|     | Charles Durant       | 1970            | 1981            | Divers droite |
|     | Jacques Genton       | 1982            | 1994            | UDF           |
|     | Jean-François Deniau | 1994            | 1998            | UDF           |
|     | Serge Vinçon         | 1998            | 2001            | RPR           |
|     | Rémy Pointereau      | 2001            | 2004            | UMP           |
|     | Alain Rafesthain     | 2004            | -               | PS            |

## Composició
El març de 2011 el Consell General del Cher era constituït per 35 elegits pels 35 cantons del Cher.
| Partit                        | Sigles | Electes |
| ----------------------------- | ------ | ------- |
| Majoria (22 escons)           |        |         |
| Partit Socialista             | PS     | 11      |
| Partit Comunista Francès      | PCF    | 8       |
| Divers gauche                 | DVG    | 3       |
| Oposició (13 escons)          |        |         |
| Unió pel Moviment Popular     | UMP    | 7       |
| Divers Droite                 | DVD    | 6       |
| President del Consell General |        |         |
| Alain Rafesthain (PS)         |        |         |